# NGC 4432
NGC 4432 је спирална галаксија у сазвежђу Девица која се налази на NGC листи објеката дубоког неба.
Деклинација објекта је + 6° 14' 0" а ректасцензија 12h 27m 33,0s. Привидна величина (магнитуда) објекта NGC 4432 износи 14,0 а фотографска магнитуда 14,8. NGC 4432 је још познат и под ознакама UGC 7570, MCG 1-32-68, CGCG 42-114, VCC 1018, KCPG 338B, PGC 40875.